# Miody Puszczy Barlineckiej
Miody Puszczy Barlineckiej – regionalny produkt pszczelarski, charakterystyczny dla gminy Barlinek (powiat myśliborski). 5 września 2013 wpisany na polską listę produktów tradycyjnych (zgłaszającymi byli Maria i Jan Kołosowscy).

## Historia
Miody Puszczy Barlineckiej produkowane są przez pszczelarzy z Barlinka oraz okolic tego miasta. Nektar oraz pyłek pozyskiwane są m.in. z terenów Barlinecko-Gorzowskiego Parku Krajobrazowego. W maju 1946 do Barlinka przybyli polscy osadnicy, przywożąc ze sobą pnie pszczele. Pod koniec lat 40. XX w. zawiązała się w Barlinku sekcja pszczelarska, która w 1952 przekształciła się w koło (w 1956 - 22 członków i 320 pni). W latach 80. XX wieku liczba pni i pasiek miała cały czas stały poziom (np. w 1982 - 103 pasieki i 2930 pni). Wydajność wynosiła 8 kg miodu z jednego pnia. W maju 2013 barlineckie koło pszczelarzy liczyło 42 członków - posiadaczy 1670 pszczelich rodzin. Od jednej rodziny pszczelej uzyskiwano średnio 18-19 kg miodu.

## Charakterystyka
Jako Miody Puszczy Barlineckiej wytwarzane mogą być miody: wielokwiatowy, lipowy, klonowy, rzepakowy, akacjowy, leśny i faceliowy - najczęściej kremowane, czasem płynne. Zaszczepia się patokę (płynny miód) odrobiną krupca, czyli miodu skrystalizowanego. Po wymieszaniu uzyskuje się miód o konsystencji masła.

## Nagrody i wyróżnienia
W 2010 miody Puszczy Barlineckiej zdobyły I. nagrodę w kategorii Produkty regionalne pochodzenia zwierzęcego w konkursie „Nr 1 w Liderze” za miód wielokwiatowy kremowy.